# Tanycoryphus sulcifrons
Tanycoryphus sulcifrons är en stekelart som beskrevs av Cameron 1905. Tanycoryphus sulcifrons ingår i släktet Tanycoryphus och familjen bredlårsteklar. Inga underarter finns listade i Catalogue of Life.